# Polana Gwiaździsta
Polana Gwiaździsta lub polana Baranówka – polana w Beskidzie Sądeckim w Paśmie Jaworzyny. Znajduje się na jego bocznym, długim grzbiecie odbiegającym od znajdującego się w grani głównej tego pasma szczytu Runek (1080 m). Grzbiet ten poprzez ciąg kilku polan i Jaworzynkę (1001 m) biegnie w południowym kierunku do Pustej Wielkiej (1061 m). W kierunku z północy na południe są to polany: Polana Gwiaździsta, Polana nad Wierchomlą (na niej znajduje się Bacówka PTTK nad Wierchomlą), Długie Młaki i Wyżne Młaki. Ciągiem tych polan prowadzi droga dojazdowa ze Szczawnika do Bacówki nad Wierchomlą i dalej oraz szlak turystyczny.
Polana Gwiaździsta położona jest na wysokości około 965–985 m n.p.,m., powyżej schroniska nad Wierchomlą. Jest koszona, dzięki czemu nie zarasta lasem, jak dzieje się to z wieloma innymi polanami w Beskidach.

## Szlaki turystyczne
– odcinek niebieskiego szlaku z Runka przez Bacówkę nad Wierchomlą do skrzyżowania szlaków przy kapliczce pod Jaworzynką 1.15 h, ↓ 1.30 h